# مارسيل بانيكوك
مارسيل بانيكوك (بالهولندية: Marcel Pannekoek)‏ هو لاعب كرة قدم هولندي في مركز الوسط، ولد في 3 مايو 1986 في فينسوم في هولندا. لعب مع نادي غرونينغن.

## وصلات خارجية
- مارسيل بانيكوك على موقع قاعدة بيانات كرة القدم.إي يو (الإنجليزية)
- مارسيل بانيكوك على موقع Soccerway.com (الإنجليزية)